# Кырнышъёль
Кырнышъёль (устар. Кырныж-Йоль) — река в Берёзовском районе Ханты-Мансийского автономного округа. Устье реки находится на 36 км по левому берегу реки Хальмеръю. Длина реки составляет 15 км.

## Данные водного реестра
По данным государственного водного реестра России относится к Нижнеобскому бассейновому округу, водохозяйственный участок реки — Северная Сосьва, речной подбассейн реки — Северная Сосьва. Речной бассейн реки — (Нижняя) Обь от впадения Иртыша.
Код объекта в государственном водном реестре — 15020200112115300026301.